# Cristina Sciolla
Maria Cristina Sciolla (Torino, 29 giugno 1965) è un'ex pattinatrice di short track italiana.

## Carriera
Ai XV Giochi olimpici invernali di Calgary 1988, Cristina Sciolla conquistò, assieme alle compagne di squadre Maria Rosa Candido, Gabriella Monteduro e Barbara Mussio, la medaglia d'oro nella staffetta 3000 m di short track. Lo short track, specialità del pattinaggio su ghiaccio, allora fu ammesso per la prima volta alle olimpiadi invernali come sport dimostrativo.
Con le stesse compagne, l'anno prima aveva ottenuto il bronzo nella staffetta 3000m ai Campionati mondiali di Montréal.
Anche ai Campionati mondiali di Sydney conquistò la medaglia di bronzo assieme a Maria Rosa Candido, Gabriella Monteduro e Ketty La Torre, sempre nella staffetta 3000m di short track.

## Vita privata
Cristina è sposata con Hugo Herrnhof, medaglia d'oro nella staffetta 5000m di short track alle XVII Giochi olimpici invernali di Lillehammer. 

## Palmarès

### Olimpiadi
- 1 medaglia:
  - 1 oro (staffetta 3000m femminile a Calgary 1988)

### Mondiali
- 1 medaglia:
  - 1 bronzo (staffetta 3000m femminile a Montreal 1987)
  - 1 bronzo (staffetta 3000m femminile a Sydney 1991)